# Schizomavella triangularis
Schizomavella triangularis är en mossdjursart som beskrevs av Reverter-Gil och Fernandez-Pulpeiro 1997. Schizomavella triangularis ingår i släktet Schizomavella och familjen Bitectiporidae. Inga underarter finns listade i Catalogue of Life.